# Peter Bonetti
Pour les articles homonymes, voir Bonetti.
Peter Phillip Bonetti est un footballeur anglais né le 27 septembre 1941 à Putney (Londres) et mort le 12 avril 2020 dans la même ville.

## Biographie
Peter Bonetti a joué au poste de gardien de but 729 matches pour le club de Chelsea FC.

### Mort
Peter Bonetti est mort le 12 avril 2020 à Londres des suites d'une longue maladie.

## Carrière
- 1959-1975 : Chelsea  Angleterre
- 1975-1976 : Saint Louis Stars  États-Unis
- 1976-1979 : Chelsea  Angleterre
- 1979 : Dundee United  Écosse
- 1986 : Woking FC  Angleterre

## Palmarès
- 7 sélections et 0 but avec l'équipe d'Angleterre entre 1966 et 1970.
- Vainqueur de la Coupe du monde 1966 avec l'Angleterre

- Vainqueur de la Coupe d'Europe des vainqueurs de coupes : 1971 avec Chelsea
- Vainqueur de la Coupe d'Angleterre : 1970 avec Chelsea
- Finaliste de la Coupe d'Angleterre : 1967 avec Chelsea
- Vainqueur de la Coupe de la Ligue anglaise : 1965 avec Chelsea
- Finaliste de la Coupe de la Ligue anglaise : 1972 avec Chelsea
- Finaliste du Charity Shield : 1970 avec Chelsea